# Collisione dell'Aeroporto di Malakal
Il 31 marzo 2024 un Boeing 727 della Safe Air Company finisce fuori pista durante l'atterraggio all'Aeroporto di Malakal nel Sudan del Sud, a causa di problemi tecnici. L'aereo finendo fuori pista colpisce un McDonnell Douglas MD-80 della African Express Airways che era stato parcheggiato lì dopo un incidente a febbraio dello stesso anno.

## Gli aerei
Il primo aereo coinvolto è un Boeing 727-200F della Safe Air Company registrato come 5Y-IRE. L'aereo costruito nel 1979 era stato inizialmente consegnato alla colombiana Avianca e passato alla Safe Air Company nel 2011.
Il secondo aereo è un McDonnell Douglas MD-82 della African Express Airways registrato come 5Y-AXL che aveva già subito un incidente il 9 febbraio 2024. L'aereo era stato costruito nel 1985 e consegnato ad Alitalia e poi passato alla African Express nel 2009.

## L'incidente
5Y-IRE è decollato da Giuba diretto a Malakal per un volo cargo, trasportante rifornimenti. L'aereo ha riscontrato problemi tecnici prima dell'atterraggio. Poco dopo aver toccato terra il carrello del 727 si rompe e l'aereo finisce fuori pista. Finendo fuori pista l'aereo della Safe Air si scontra con l'MD-82 lì parcheggiato dopo l'incidente, entrambi gli aerei sono distrutti. Dalle foto si vede come il muso del 727 abbia impattato l'ala dell'MD-80.